# São Lourenço de Mamporcão
São Lourenço de Mamporcão é uma localidade portuguesa do Município de Estremoz que foi sede da extinta Freguesia de São Lourenço de Mamporcão, freguesia que tinha 16,88 km² de área e 524 habitantes (2011), e, por isso, uma densidade populacional de 31 hab/km².
A Freguesia de São Lourenço de Mamporcão foi extinta em 2013, no âmbito de uma reforma administrativa nacional, para, em conjunto com a Freguesia de São Bento de Ana Loura, formar uma nova freguesia denominada União das Freguesias de São Lourenço de Mamporcão e São Bento de Ana Loura da qual é a sede.

## População
| População da freguesia de São Lourenço de Mamporcão | População da freguesia de São Lourenço de Mamporcão | População da freguesia de São Lourenço de Mamporcão | População da freguesia de São Lourenço de Mamporcão | População da freguesia de São Lourenço de Mamporcão | População da freguesia de São Lourenço de Mamporcão | População da freguesia de São Lourenço de Mamporcão | População da freguesia de São Lourenço de Mamporcão | População da freguesia de São Lourenço de Mamporcão | População da freguesia de São Lourenço de Mamporcão | População da freguesia de São Lourenço de Mamporcão | População da freguesia de São Lourenço de Mamporcão | População da freguesia de São Lourenço de Mamporcão | População da freguesia de São Lourenço de Mamporcão | População da freguesia de São Lourenço de Mamporcão |
| --------------------------------------------------- | --------------------------------------------------- | --------------------------------------------------- | --------------------------------------------------- | --------------------------------------------------- | --------------------------------------------------- | --------------------------------------------------- | --------------------------------------------------- | --------------------------------------------------- | --------------------------------------------------- | --------------------------------------------------- | --------------------------------------------------- | --------------------------------------------------- | --------------------------------------------------- | --------------------------------------------------- |
| 1864                                                | 1878                                                | 1890                                                | 1900                                                | 1911                                                | 1920                                                | 1930                                                | 1940                                                | 1950                                                | 1960                                                | 1970                                                | 1981                                                | 1991                                                | 2001                                                | 2011                                                |
| 498                                                 | 547                                                 | 709                                                 | 723                                                 | 720                                                 | 892                                                 | 846                                                 | 1 056                                               | 1 090                                               | 973                                                 | 742                                                 | 676                                                 | 638                                                 | 558                                                 | 524                                                 |

## Património

### Igreja matriz de São Lourenço de Mamporcão
A igreja matriz, dedicada a São Lourenço, é de fundação indeterminada, embora se saiba que é de tempos remotos. Na visitação de 1534, o corpo da igreja sofreu uma reconstrução. É de uma só nave e tem três altares. A memória original do Padre Francisco Gois diz que o altar maior “é uma capela no meio da qual se venera uma perfeitíssima imagem de Nosso Senhor Jesus Cristo Crucificado, e da parte do Evangelho as imagens do orago da casa, o Senhor S. Lourenço, e o príncipe dos apóstolos, o Senhor S. Pedro. Os dois altares colaterais eram dedicados às Santas Almas e a Nossa Senhora do Rosário. Ambos os altares tinham retábulos de talha dourada.

### Capela de São Romão
A capela de São Romão foi em tempos dedicada à Santa Cruz. Desconhece-se a data da sua fundação sabendo-se apenas que foi reconstruída no século XVIII por Brites Gomes Antas. Esta ermida tinha uma romagem que atraía um grande número de forasteiros.

## Festas e Romarias
- S. Romão (fins de Maio)
- S. Lourenço (fins de Julho)

## Outros Locais de interesse
- Outeiro da Cabeça (marco geodésico e paisagem)
- Reserva de caça associativa.

## Artesanato
Miniaturas em madeira, latoaria e sapataria

## Santo Padroeiro
- São Lourenço